# Otto-von-der-Gablentz-Preis
Der Otto-von-der-Gablentz-Preis (niederländisch: Otto von der Gablentz-prijs) ist eine niederländische Auszeichnung, die seit 1994 alle zwei Jahre von der Stiftung Von-der-Gablentz-Preis (Stichting Von der Gablentz Prijs) verliehen wird. Mit dem Preis wird eine Persönlichkeit oder Organisation geehrt, die in besonderer Weise zur Förderung der guten Beziehungen zwischen den Niederlanden und Deutschland oder zu einem vereinten Europa beigetragen hat.
Das Preisgeld beträgt 7.500 Euro, dem Gewinner wird außerdem ein Kunstwerk überreicht. Der Name des Preises erinnert an den deutschen Diplomaten Otto Martin von der Gablentz (1930–2007).
Von 2009 an wird zusätzlich der Otto-von-der-Gablentz-Studienpreis (Otto von der Gablentz Studieprijs) mit einem Preisgeld von 5.000 Euro verliehen. Darüber hinaus gibt es seit 2014 für Studierende den Otto-von-der-Gablentz-Skriptpreis (Otto von der Gablentz-scriptieprijs) für die beste Masterarbeit zu einem europäischen oder Deutschland betreffenden Thema. Das Preisgeld hierfür beträgt 2.500,- Euro.

## Preisträger des Otto-von-der-Gablentz-Preises
- 2017: Johan Simons (1946)  niederländischer Schauspieler, Regisseur und Theaterintendant.
- 2014: Ulrich Beck (1944–2015), deutscher Soziologe und Hochschullehrer[1]
- 2012: Herman Van Rompuy (* 1947), belgischer Politiker, Premierminister, Regierungschef[2]
- 2009: Rita Süssmuth (* 1937), deutsche CDU-Politikerin[3]
- 2009: Geert Mak (* 1946), niederländischer Jurist, Journalist und Autor[4]
- 2007: Mom Wellenstein (1919–2016), niederländischer Spitzenfunktionär
- 2003: Wolfgang Clement (1940–2020), deutscher SPD-Politiker
- 2001: die deutschen Helfer beim Feuerwerksunglück in Enschede (Mai 2000)
- 1998: Rob Meines (* 1945), niederländischer Journalist und Lobbyist[5]
- 1996: Kathinka Dittrich van Weringh (* 1941), deutsche Kulturpolitikerin, Journalistin, Autorin
- 1994: Tessa de Loo (* 1946), niederländische Schriftstellerin

## Preisträger des Otto-von-der-Gablentz-Studienpreises
- 2009: Luuk van Middelaar, Philosoph und Historiker, für seine Dissertation De passage naar Europa. Geschiedenis van een begin[6][7]

## Preisträger des Otto-von-der-Gablentz-Skriptpreises
- 2014: Katie Digan, Vrije Universiteit Amsterdam[8]